# Isokrates

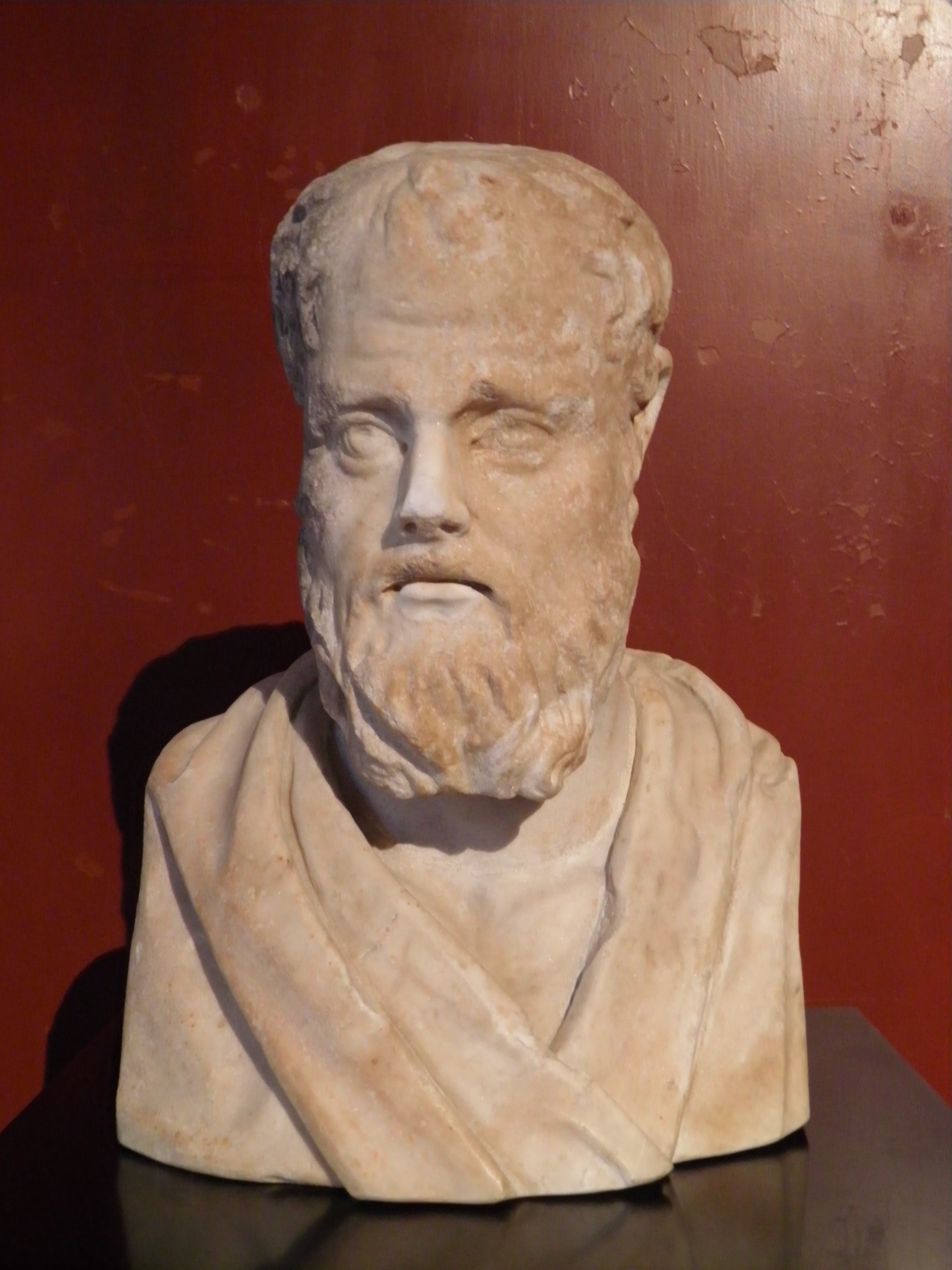
Byst föreställande Isokrates.

Isokrates, född 436 f.Kr. i Aten, död där 338 f.Kr., var en grekisk retoriker, författare och moralfilosof, och en av de Tio attiska talarna. Han var troligtvis en av de mest inflytelserika retorikerna i antikens Grekland under sin tid och har genom sina många skrifter påverkat den retoriska utvecklingen som kom med Aristoteles Retoriken, som i sin tur påverkade Ciceros orator (vir bonus) och senare Quintilianus orator (vir bonus dicendi peritus).
Det påstås att han ska ha svultit sig själv till döds då hellenerna besegrades i slaget vid Chaironeia år 338 f.Kr. av den makedoniske kungen Filip II.

## Biografi
Isokrates bidrag till den västerländska retoriska traditionen har, som för många av de tänkare under antiken som blivit klassade som ”sofister”, skjutits åt sidan till företräde för till exempel Platon och hans akademi. Filosofin har givits ett tolkningsföreträde när vi i dag läser idéhistoria, vilket gör att den bild som målas upp av den breda grupp olika tänkare som går under namnet ”sofister” blir en nidbild av de olika individer som klumpas ihop i denna ”grupp”.
En av anledningarna till att vi kan ställa Isokrates på linjen där retorik och filosofi smälter samman är för att han söker att utforma en version av retorik som för tiden behövdes. Hans fokus låg varken på uppvisande retorik, komparativa debatter, eller abstrakt kunskap – hans retorik vände sin uppmärksamhet direkt mot det politiska livet. 
Hans tankar om utbildning och språk har satt prägel på den retorik som sedan utvecklades av Aristoteles, och sedan i sin tur av Cicero och Quintilianus. Isokrates menade att för att få fram en nyanserad övertygelse behövde talaren eller skribenten en bred retorisk träning och en självrepresentation (Ethos) som övertygade om hans förmåga att bli trodd. Det behövdes variation i träning, och vidare när de psykologiska problemen som väckte idén om en talare- eller skribents integritet, började han skissa upp en typ av etisk uppförandekod. Denna uppförandekod blev basis för Ciceros ideala orator (vir bonus), och senare Quintilianus ideala orator (vir bonus dicendi peritus). 
Isokrates står idag som en central figur i historien om retorik och utbildning. Han förstod dynamiken i kultur, politik och språk på ett sätt som gör att vi idag kan se hur stor påverkan denna period haft på den västerländska retoriska traditionen.

## Släkt och levnad
Fadern var en rik handelsman, men familjen förlorade förmögenheten vid ett krig och Isokrates tvingades försöka försörja sig. Han var yrkesverksam som advokat och författare av tal. Han började sin professionella bana som logograf, en hyrd författare av juridiska tal, då den tidens åtalade väntades föra sin egen talan. Han ville själv bli talare, men hade för svag röst, samt scenskräck. Han blev en berömd och framgångsrik lärare i retorik.
Han studerade för Gorgias, sägs ha studerat för Sokrates och är omnämnd i Platons Faidros som en "vacker, godhjärtad och intelligent man, älskad av Sokrates". Isokrates var också motståndare till sofisterna, som han diskuterar i sin text "Mot sofisterna".

## Isokrates skola
Det fanns ett stort behov av retoriska kunskaper och färdigheter vilket ledde till att flera filosofer och lärare startade egna skolor för att utbilda talare, Isokrates var en av dessa.  
Isokrates, som såg på sig själv som filosof, grundade en skola i filosofi i Athen omkring 392 f.Kr. där han även lade stor vikt vid vältalighet och allsidiga kunskaper för att eleverna skulle kunna hantera livets alla lägen. Han tog ovanligt höga avgifter av deltagarna men lyckades trots det få fler sökande än andra verksamma skolor.

## Opinionsbildare
Isokrates engagemang som lärare och generell opinionsbildare kom att forma det kulturella och politiska livet i Grekland. Isokrates räknades av många som sofist men i ett av de få bevarade talen av honom, Mot Sofisterna, tar han avstånd från dem vars skolor bland vissa ansågs vara vilseledande och lukrativa.
Isokrates framträdde ogärna som offentlig talare, han ansåg att hans röst var för klen och han led dessutom av scenskräck, istället bidrog han till debatten genom att ge ut broschyrer med sina tal och åsikter.
Isokrates ständiga propagerande för ett enat Grekland och ett hämndetåg mot perserna banade så småningom väg för Alexander den stores erövringar av bland annat Persien och Egypten, vilket i sin tur kom att bidra till den så kallade hellenismen.
Isokrates kritiserade Platons syn på den atenska politiken. Platon hävdade att man alltid kunde fatta rätt beslut om man uppnått en viss kunskapsnivå (episteme). Isokrates dementerade detta och hävdade att det istället är det som verkar troligt eller sant (doxa), som påverkar hur ett politiskt beslut kommer att mottas.
Ett annat begrepp som Isokrates använde var kairos; ett grekiskt ord som betyder ”det rätta ögonblicket” eller att ha känsla för att uttrycka rätt sak vid rätt tidpunkt. Kairos är numera ett välkänt begrepp inom den moderna retoriken. Det var Isokrates lärare Gorgias som ursprungligen myntade detta begrepp och Isokrates retorik har ibland beskrivits som läran om rätt ord i rätt tid.

## Stil och kännetecken
Kännetecknande för Isokrates förhållandevis rikt bevarade författarskap, är synen på talet som enligt honom är vad som skiljer människan från djuren. I övrigt en jordnära livsåskådning, med föga till övers för Platons abstraktioner och dennes tro på en absolut sanning. Nyttan av en företeelse legitimerar den, inte avsikten.
Isokrates ansåg, som många andra framstående retoriker, att tanke och tal var oskiljaktiga från varandra. Enligt detta synsätt så måste innehållet i ett tal passa dess utformning och utformningen måste i sin tur passa innehållet.